# Endre
Cet article possède un paronyme, voir Erdre.
L'Endre est une rivière du Var, prenant sa source à Tourrettes, et se jetant dans l'Argens près de la commune du Muy.

## Géographie et communes traversées
De 28,5 km de longueur,, il traverse Tourrettes, Saint-Paul-en-Forêt, Seillans, Callas, La Motte, Le Muy.

### Affluents
L'Endre compte une trentaine d'affluents (les références entre parenthèses correspondent à leurs no  de fiche sur le site du SANDRE)
- Vallon du Riounier (Y5301000)
- Le Gros Vallon (Y5301020)
- Vallon de Merderic (Y5300520)
- Vallon de Fontcounille (Y5301060)
- Riou de Méaulx (Y5300560)
- Vallon du Rayol (Y5301080)
- Ravin des Mauresques (Y5301100)
- Ravin de Pastourel (Y5301120)
- Ravin du Pra de l'Oustaou (Y5301140)
- Vallon de la Gourre (Y5301180)
- Ravin de Propagel (Y5301160)
- Vallon de Misère (Y5301190)
- Ravin des Marirègues (Y5301200)
- Riou de Claviers (Y5300580)
- Vallon de Gaudissart (Y5301220)
- Vallon de Peyneblier (Y5301240)
- Vallon de l'Hubac (Y5301280)
- Vallon de Carlière (Y5301260)
- Vallon de Duech (Y5301300)
- Vallon de Pascus (Y5301320)
- Vallon de Roudier (Y5301380)
- Ravin de la Vieille Scierie (Y5301400)
- Ravin du Barrage (Y5301420)
- Vallon des Plaines du Rouet (Y5300600)
- Ruisseau de Brame-Pan (Y5301500)
- Vallon de Gardanne (Y5301520)
- Ruisseau de la Tuilière (Y5300620)
- Vallon de la Doux (Y5301640)
- Vallon de la Mare Règue (Y5300660)
- Vallon de la Péguière (Y5301660)

## Sites remarquables
- Les gorges de Pennafort

## Galerie

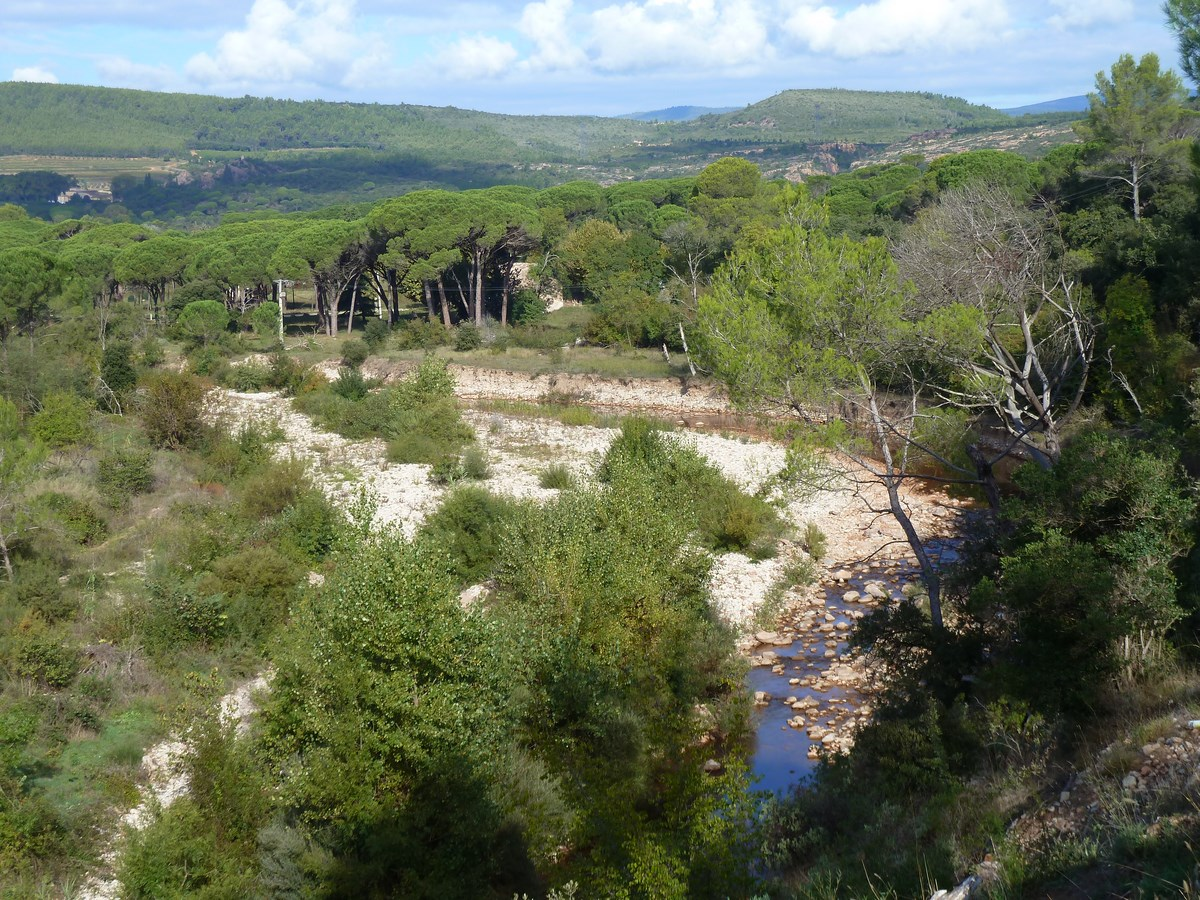
Rivière l'Endre.
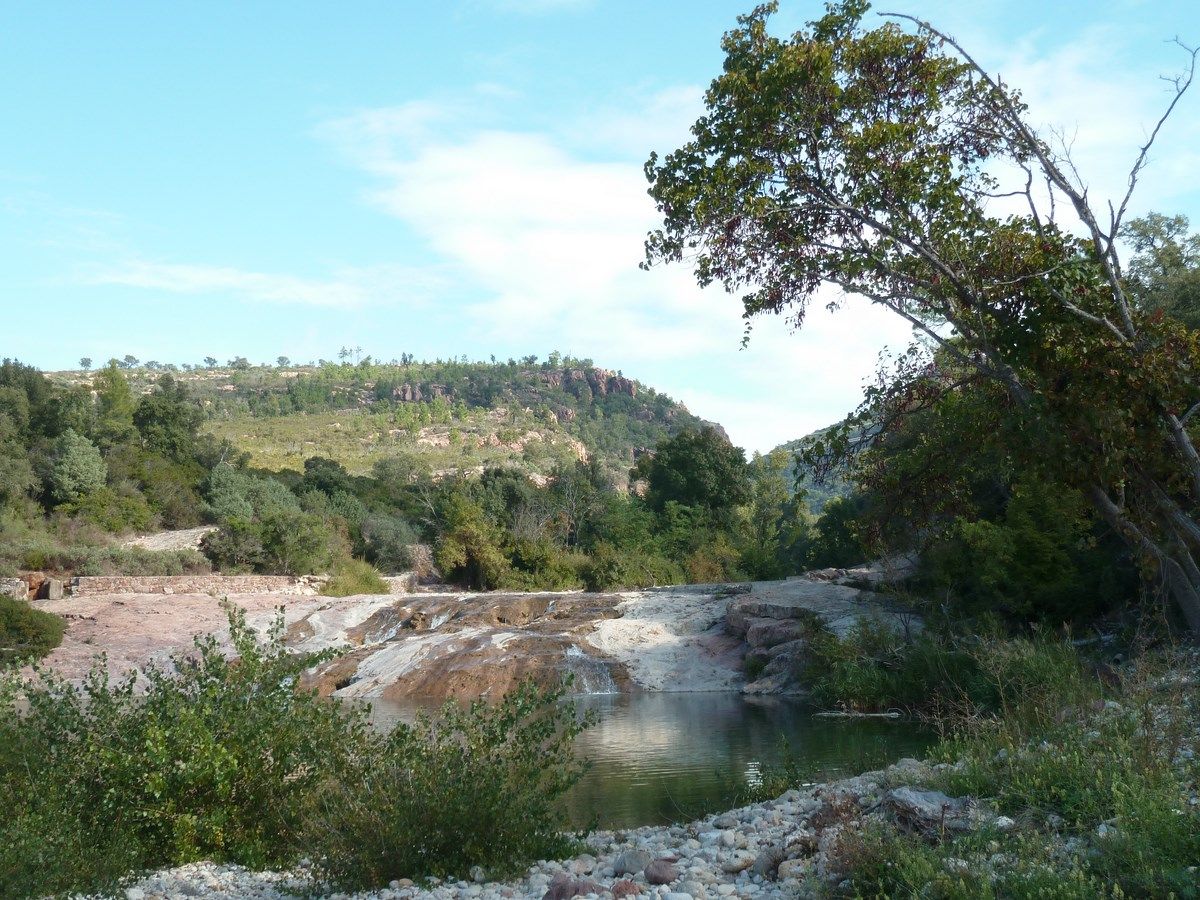
Rivière l'Endre, le Rocher Rouge.
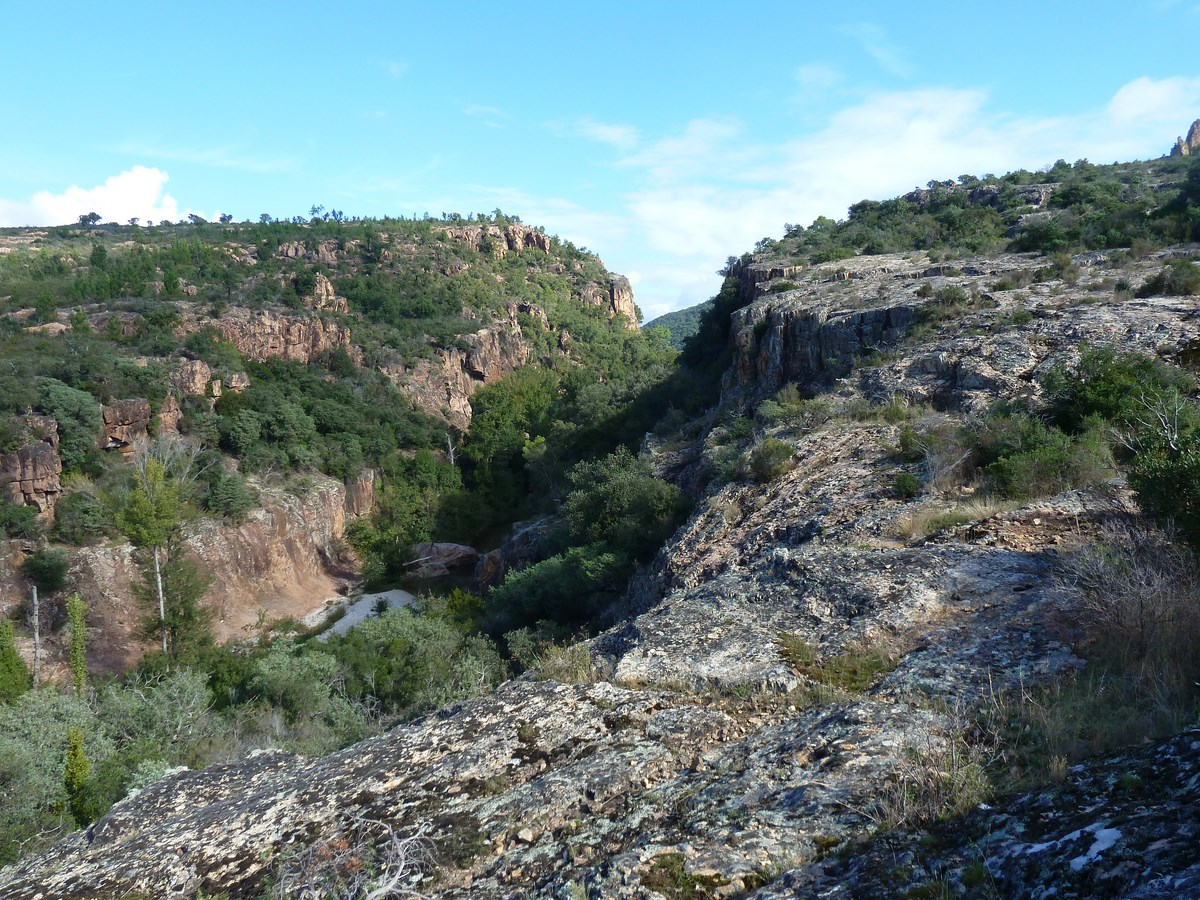
Rivière l'Endre.